# Hugo Wieslander
Karl Hugo Wieslander  (ur. 11 czerwca 1889 w Ljuder, zm. 24 maja 1976 w Bromma w Sztokholmie) – szwedzki lekkoatleta, specjalizujący się głównie w wielobojach, mistrz olimpijski.
Startował na igrzyskach olimpijskich w 1908 w Londynie w rzucie oszczepem stylem dowolnym, w którym zajął 5. miejsce, a także w skoku w dal, pchnięciu kulą, rzucie dyskiem i rzucie oszczepem, w których nie zakwalifikował się do finału.
W 1911 w Göteborgu ustanowił pierwszy rekord świata w dziesięcioboju wynikiem 6903,92 pkt. Na igrzyskach olimpijskich w 1912 w Sztokholmie zajął 2. miejsce w dziesięcioboju przegrywając z Amerykaninem Jimem Thorpe o 688 punktów. Po dyskwalifikacji Thorpe’a w następnym roku za naruszenie przepisów o amatorstwie Wieslander został oficjalnie uznany mistrzem olimpijskim. Otrzymał złoty medal, ale odmówił jego przyjęcia. W 1982, po śmierci zarówno Thorpe'a, jak i Wieslandera, Międzynarodowy Komitet Olimpijski podjął decyzję o przywróceniu złotego medalu Thorpe’owi i uznaniu obu atletów za mistrzów olimpijskich, a w 2022 ostatecznie uznał, że złotym medalistą będzie Thorpe, srebrnymi Wieslander i trzeci w zawodach Charles Lomberg, a brązowym czwarty Gösta Holmér.
Na tych samych igrzyskach Wieslander zajął 7. miejsce w pięcioboju lekkoatletycznym.